# Connarus conchocarpus
Connarus conchocarpus là một loài thực vật có hoa trong họ Connaraceae. Loài này được F.Muell. mô tả khoa học đầu tiên năm 1866.